# Krasnyj Posiołok (obwód kurski)
Krasnyj Posiołok (ros. Красный Посёлок) – chutor w zachodniej Rosji, w sielsowiecie pogriebskim rejonu sudżańskiego w obwodzie kurskim.

## Geografia
Miejscowość położona jest nad rzeką Iwnica, 24 km od granicy z Ukrainą, 6,5 km od centrum administracyjnego sielsowietu pogriebskiego (Pogriebki), 25 km od centrum administracyjnego rejonu (Sudża), 71,5 km od Kurska.

## Demografia
W 2010 r. miejscowość zamieszkiwały 4 osoby.